# Souhaila Andrawes
Souhaila Sami Andrawes Sayeh (en árabe: سهيلة أندراوس‎; Beirut, Líbano, 28 de marzo de 1953) es una ex terrorista y miembro libanesa del Frente Popular para la Liberación de Palestina (FPLP).

## Primeros años
Souhaila Andrawes nació de padres palestinos quienes se vieron obligados a abandonar su ciudad natal, Haifa, después de la primera guerra árabe-israelí. Creció en Beirut y se crio en la fe cristiana. Se graduó de una escuela de chicas dirigida por monjas francesas En 1965, se trasladó con sus padres a Kuwait, donde brevemente asistió a una escuela musulmana, pero la abandonó. Su objetivo original de convertirse en monja nunca hubiera sido posible en Kuwait, predominantemente musulmán, de tal modo que quiso trasladarse a Jerusalén. Sin embargo, el estallido de la guerra de los Seis Días en 1967 frustró sus planes. Aunque Andrawes se graduó como una de las mejores de su clase, se le negó una plaza en la universidad porqué no tenía ciudadanía kuwaití ni los contactos necesarios. Entonces estudió lengua y literatura inglesa en Líbano.

## Secuestro del vuelo 181 de Lufthansa
En 1977 participó en el secuestro del vuelo 181 de Lufthansa y en el asesinato del piloto Jürgen Schumann. Andrawes fue la única de los cuatro secuestradores que sobrevivió al asalto del GSG 9 al avión en Mogadiscio. Durante la operación de rescate, recibió disparos en las piernas y los pulmones.
Andrawes fue condenada a veinte años de prisión en Somalia, pero fue puesta en libertad un año después por problemas de salud, tras lo cual se trasladó a Beirut. En 1991 se trasladó a Oslo, Noruega, con su marido, el académico palestino y activista de derechos humanos Ahmad Abu Matar, y su hija, hasta que en 1994 fue localizada por el Servicio de Seguridad de la Policía noruega (PST) y entregada a Alemania en 1995. La detención fue seguida de un fuerte debate sobre cómo tratar a los terroristas extranjeros. Fue condenada a 12 años por cargos de terrorismo y puesta en libertad al cabo de tres años debido a su mal estado de salud. Fue la primera mujer condenada dos veces por un delito de este tipo. Desde entonces, Andrawes reside en Oslo con su marido y su hija.